# The Lovin' Spoonful
The Lovin' Spoonful est un groupe de rock américain des années 1960. Ses plus gros succès sont les chansons Daydream et Summer in the City.

## Biographie

### Formation et débuts
Les membres du groupe sont issus de la scène folk de Greenwich Village, à New York : le chanteur et guitariste John Sebastian a joué pour Fred Neil et Tom Rush, tandis que le guitariste Zal Yanovsky a fait ses armes au sein des Mugwumps aux côtés de Cass Elliot et Denny Doherty, futurs The Mamas & the Papas. Rejoints par le bassiste Steve Boone et le batteur Joe Butler, ils forment The Lovin' Spoonful en 1965. Le nom du groupe provient de la chanson Coffee Blues de Mississippi John Hurt.

### Succès
Avec son mélange de folk rock et de pop, The Lovin' Spoonful rencontre un grand succès : ses sept premiers singles se classent tous dans les dix premières places du Billboard Hot 100, dont deux nos 2 (Daydream et Did You Ever Have to Make Up Your Mind) et un no 1 durant l'été 1966, Summer in the City.
Au pic du succès du groupe, les producteurs de télévision de The Monkees voulaient une série centrée sur les Lovin' Spoonful, mais l'idée sera abandonnée à cause de problèmes de droits,. Le groupe fait aussi sa publicité lorsque Jim Rado est remplacé par Butler dans le rôle de Claude dans une production musicale de Broadway appelée Hair. Le morceau Pow! des Lovin' Spoonful est utilisé comme générique d'ouverture dans le film Lily la tigresse de Woody Allen,. Peu après, John Sebastian compose la bande son du deuxième film de Francis Ford Coppola, Big Boy, et les Lovin' Spoonful jouent la bande-son qui comprend un autre hit, Darling Be Home Soon. Les deux films sont publiés en 1966.
Zal Yanovsky quitte The Lovin' Spoonful en 1967. Avec son remplaçant, Jerry Yester, le groupe connaît encore quelques succès mineurs jusqu'au départ de John Sebastian l'année suivante. Steve Boone, Joe Butler et Jerry Yester poursuivent sous la forme d'un trio pendant quelques mois avant de se séparer début 1969.

### Bref retour
The Lovin' Spoonful se reforme brièvement dans sa configuration originale en 1979 pour le film de Paul Simon One-Trick Pony, sorti l'année suivante. En 1991, Boone et Butler redonnent vie au groupe ; Yanovsky et Sebastian déclinent l'invitation.
Le 6 mars 2000, le groupe entre au Rock and Roll Hall of Fame,. Ses quatre membres originaux, réunis pour l'occasion, interprètent ensemble Do You Believe in Magic. Yanovsky décède en 2002. Sebastian explique qu'il ne voulait plus jouer avec les membres restants du groupe. En 2017, Jerry Yester est renvoyé du groupe après avoir été arrêté dans le cadre de 30 accusations de pédopornographie.

## Discographie

### Albums studio
- 1965 : Do You Believe in Magic
- 1966 : Daydream
- 1966 : Hums of the Lovin' Spoonful
- 1967 : Everything Playing
- 1969 : Revelation: Revolution '69

### Compilations
- 1966 : What's Up Tiger Lily? (bande originale)
- 1967 : The Best of the Lovin' Spoonful (compilation)
- 1967 : You're a Big Boy Now (bande originale)
- 1968 : The Best of the Lovin' Spoonful, Vol. 2 (compilation)

### Singles
- 1965 : Do You Believe in Magic / On the Road Again
- 1965 : You Didn't Have to Be So Nice / My Gal
- 1966 : Daydream / Night Owl Blues
- 1966 : Did You Ever Have to Make Up Your Mind / Didn't Want to Have to Do It
- 1966 : Summer in the City / Fishin' Blues
- 1966 : Rain on the Roof / Pow
- 1966 : Nashville Cats / Full Measure
- 1967 : Darling Be Home Soon / Darlin' Companion
- 1967 : Six O'Clock / Finale
- 1967 : You're a Big Boy Now / Lonely (Amy's Theme)
- 1967 : She Is Still a Mystery / Only Pretty, What Pity
- 1967 : Money / Close Your Eyes
- 1968 : Never Goin' Back / Forever
- 1968 : ('til I) Run With You / Revelation: Revolution '69
- 1969 : Me About You / Amazing Air
- 1970 : Younger Generation / Boredom